# Maldita Vecindad y los Hijos del Quinto Patio (disco)
Maldita Vecindad y los Hijos del 5.º Patio es el Primer álbum de estudio homónimo de la banda de rock Ska Maldita Vecindad y los Hijos del Quinto Patio, lanzado al mercado el 26 de octubre de 1989 por RCA Récords. Los géneros de los 8 canciones interpretados y fusionados en este álbum incluyen rap, ska, reggae, jazz, punk, Son jarocho y rock.

## Lista de canciones
| N.º | Título            | Duración |  |
| 1.  | «Apañón»          | 3:37     |  |
| 2.  | «Rafael»          | 4:03     |  |
| 3.  | «Morenaza»        | 5:03     |  |
| 4.  | «Mujer»           | 4:38     |  |
| 5.  | «Mojado»          | 5:26     |  |
| 6.  | «Bailando»        | 4:48     |  |
| 7.  | «Apariencias»     | 3:55     |  |
| 8.  | «El supermercado» | 3:12     |  |